# Pulsonix
Pulsonix ist eine Software für Schaltplanerstellung und Leiterplattendesign (Auch EDA-Tool genannt, zu Deutsch Entwurfsautomatisierung elektronischer Systeme). Es wird von WestDev, mit Hauptsitz in Gloucestershire, England, mit zusätzlichen Vertriebsbüros in Europa und anderen Kontinenten produziert. Es wurde erstmals 2001 veröffentlicht und läuft unter Windows.

## Entwicklung
Das Britische Softwarehaus Westdev entwickelte die ECAD-Software Pulsonix im Jahr 2001. Der Kern des Entwicklerteams arbeitete zuvor bei der Firma Racal-Redac bereits an CAD-Software.
Ein wesentliches Ziel der Entwickler war, die Software einfach bedienbar zu machen, ohne zuvor ein intensives Training absolvieren zu müssen, was zur damaligen Zeit bei den meisten ECAD-Tools erforderlich war.
Die Software war Teil des EU-finanzierten Projektes „HERMES“ (2008–11), bei dem es um die Einbindung von Bauteilen in die Innenlagen der Leiterplatte ging und die Veränderungen der Prozesse der Halbleiterhersteller.
Das Projekt startete mit elf Industrie- und Forschungspartnern und hatte das Ziel, die Einbettungstechnik (auch Packaging genannt) für Halbleiter serienreif zu machen, um mit dem asiatischen Markt auf Augenhöhe zu sein.
Pulsonix bzw. Westdev wurde damals kontaktiert, um das Projekt zu unterstützen. Andere mitwirkende Toolhersteller waren Cadence, Mentor Graphics und Zuken. Diese Tools können Bauteile auf den Innenlagen modellieren und die entsprechenden Produktionsdaten für die Leiterplattenhersteller erzeugen.

## Beschreibung
Pulsonix ist eine Windows-Applikation für Schaltplanerstellung und Elektronik-Layouts jeglicher Art. Es gibt drei Ausbaustufen, die von 1000 Pins bis zu unbegrenzter Pin-Anzahl gehen. Alle drei beinhalten einen Autorouter.
Innerhalb einer Dual-Monitor-Einstellung können Schaltplan und Layout-Prozesse auf einzelnen Bildschirmen dargestellt werden. Änderungen werden nach Bedarf durch Synchronisieren abgeglichen. Verschiedene Schnittstellen ermöglichen den Datenaustausch zu anderen Systemen.

### Schaltplan
Funktionalitäten des Schaltplans:
- Hierarchischer Schaltplanaufbau möglich[8]
- SPICE-mixed-Signal-Schaltungssimulation
- Netzlistenexport
- Reporting und BOM-Erstellung
- Skizziertes Routing des Schaltplans

### PCB-Design
Funktionalitäten des Layouts:
- Embedded Component Technology[9]

- Push, shove and hug Routing
- Manual routing, with support for differential pairs, multi-trace routing, pin-swapping and gate-swapping
- Automatic trace routing
- Apply layout pattern für das wiederverwenden von Anordnung und Entflechtung[10]
- Layer spans
- Spezielle Pad-Formen
- Bauteil-Bibliothek für Anlegen und Verwalten von Bauteilen (Symbol und Footprint)[11]
- Modellieren eines Flexi-Rigid-Designs[12]
- STEP-Datenausgabe
- Herstellerdaten generieren in Gerber, ODB++ und IPC2581
- Import und export von verschiedenen Dateiformaten
- 3D-Ansicht[13]

## Weitere Features
- Schnittstelle zur ERP-Datenbank und PLM[7]
- HighSpeed-Designs[14]
- Vault (Versions- und Revisionsverwaltung)